# Murg (Sydschwarzwald)
|  | For floden i Nord-Schwarzwald se: Murg |
Murg  er en flod i  den tyske delstat Baden-Württemberg, og en af Rhinens bifloder med en længde på  21 km. Den  har sit udspring syd for Wehrhalden i Herrischried og munder ud i Rhinen ved Murg.
47°41′41″N 8°00′52″Ø / 47.69472°N 8.01431°Ø